# Antonio Guzmán Blanco
Antonio Guzmán Blanco (ur. 28 lutego 1829 w Caracas, zm. 20 lipca 1899 w Paryżu) – wenezuelski przywódca wojskowy (caudillo) i dyktator, generał, prezydent Wenezueli w latach 1870–1877, 1879–1884 oraz 1886–1887.

## Życiorys
Jego ojcem był Leocadio Guzmán, dziennikarz i polityk, który wżenił się w zamożną rodzinę Blanco. Podczas wojny domowej Antonio stanął po stronie liberałów. Zdobył poparcie prowincjonalnych caudillos, a jego status umocniło objęcie stanowiska specjalnego komisarza ds. finansów, prowadzącego negocjacje w kwestii pożyczek od banków londyńskich.
W 1870 przejął władzę jako dyktator i przywóca ruchu odrodzenia. Trzy lata później ogłosił się prezydentem. Dowódcą swojej konnej gwardii mianował Augusto Paradesa Lutowskiego. Ograniczył wolność prasy, represjonował opozycję, zaangażował się w walkę z Kościołem, m.in. zagarniając jego dobra, a z wynegocjonowanych przez siebie pożyczek wyciągał zyski, nie niwelując skali ubóstwa. Większą część rządów natomiast poświęcił na przebywanie w Europie i zabieganie o względy tamtejszej arystokracji. Doprowadził jednocześnie do modernizacji kraju. W 1889 przebywający za granicą Guzman został obalony przez zamach stanu. Ostatnie lata spędził na wygnaniu w Paryżu. Jego ciało spoczywa w Panteonie Narodowym.